# Juan Rejano
Juan Rejano Porras (Puente Genil, Córdoba, 20 de octubre de 1903 - Ciudad de México, 4 de julio de 1976) fue un escritor, poeta, periodista y tertuliano español perteneciente a la generación del 27 que tuvo relevancia en la cultura española y también en la mexicana, a raíz de su exilio tras la guerra civil.

## Vida
Juan Rejano nació en Puente Genil (Córdoba, Andalucía) el 20 de octubre de 1903 y murió el 4 de julio de 1976 en México. Siente atracción por la música llegando a tocar el violín, más tarde en el año 1927, tras la guerra de Marruecos se traslada a Málaga, teniendo gran amistad con algunos escritores, destacando Manuel Altolaguirre, León Felipe y Pedro Garfias, entre otros. Colaboró en revistas como Litoral, El Estudiante, Postguerra, La Gaceta Literaria y Nueva España. Durante la guerra siguió ejerciendo el periodismo en la zona republicana. Militante del PCE, casado con Carmen Marchal con la que tuvo 2 hijas llamadas Carmen y Concepción. En 1939 se exilia primero en Francia —por breve tiempo, donde sufre los campos de concentración— y marcha después a México a bordo del buque Sinaia, adonde llega el 13 de junio de 1939 al puerto de Veracruz.
En Ciudad de México dirigió la célebre sección cultural del diario El Nacional, donde promovió a un grupo de jóvenes que serían una de las generaciones más brillantes de escritores y periodistas culturales en México, entre ellos Xorge del Campo, Alfredo Cardona Peña, Jesús Luis Benítez, Otto-Raúl González, Roberto López Moreno, Leticia Ocharán, René Avilés Fabila y muchos otros.  
Difundió los valores de la cultura española e hispanoamericana, cosa que también llevó a cabo por medio de cursos especiales sobre literatura en algunas universidades mexicanas y en multitud de conferencias en centros de carácter cultural. Colaboró en el Boletín de Información de la Unión de Intelectuales Españoles, editado en México desde 1956 a 1961.
Rejano murió en México, preparando su regreso a España.

## Obra
Entre su abundante obra, destacan por su relevancia:
- 1921 Pandereta andaluza.
- 1928 El Modernísmo en la literatura y en el arte (ensayo).
- 1939 Memoria en llamas
- 1943 “Fidelidad del Sueño”.
- 1944 “El poeta y su pueblo”.
- 1944 “El Genil y los Olivos”.
- 1944 “El poeta y su pueblo. Un símbolo Andaluz: Federico García Lorca”.
- 1945 “La esfinge Mestiza. Crónica menor de México”.
- 1947 “Víspera heroica. Canto a las guerrillas de España”.
- 1948 “El Oscuro límite”.
- 1949 “Noche adentro”.
- 1949 “Oda Española”.
- 1950 “Constelación menor”.
- 1953 “Poemas de la Nueva Polonia”.
- 1953 “Poemas de Adam Mickewicz”.
- 1955 “Canciones de la Paz”.
- 1956 “La respuesta. En memoria de Antonio Machado”.
- 1958 Prólogo a El ciervo, de León Felipe.
- 1959 “Diario de China”.
- 1960 “El Río y la Paloma”.
- 1961 Libro de los homenajes.
- 1963 “Elegía rota para un himno. En la muerte de Julián Grimau”.
- 1966 “El Jazmín y la Llama”.
- 1971 “Antonio Rodríguez Luna”.
- 1975 Alas de Tierra (selección antológica).
- 1976 Antología (póstuma).
- 1976 “La tarde” (póstuma).
- 1977 Elegías Mexicanas (póstuma).
- 1977 Poesías (póstuma).
- 1978 La Mirada del Hombre (antología póstuma).
- 1983 Antología de la ausencia (póstuma).
- 1987 Poemas (póstuma).
- 1989 “Siete poemas inéditos” (póstuma).
- 1989 “Acordes. Las cuatro estaciones” (póstuma).
- 1991 “Antología poética” (póstuma).
- 1991 “Diario de China” (póstuma).
- 1993 “Entre dos reinos”(contiene los poemas “Entre dos reinos”, “El Genil”, “Los olivos” y “Plenitud”). (póstuma).

## Pensamiento
Fue un poeta comprometido y solidario, testimonial y militante, contemplativo e intimista, subjetivo y soñador. Controvertido el destino lírico —como la vida misma— del poeta: entre dos aguas, entre dos tierras, entre dos cielos expectantes, detrás del mundo. En la mayoría de sus obras destaca como tema central la nostalgia o el destierro.